# Sphegocephala hieracii
Sphegocephala hieracii är en biart som beskrevs av Gregory B. Pauly 2001. Sphegocephala hieracii ingår i släktet Sphegocephala och familjen vägbin. Inga underarter finns listade i Catalogue of Life.